# Qareh Gol (ort i Iran)
Qareh Gol (persiska: قره گل) är en ort i Iran.   Den ligger i provinsen Khorasan, i den nordöstra delen av landet, 600 km öster om huvudstaden Teheran. Qareh Gol ligger 1 425 meter över havet och antalet invånare är 301.
Terrängen runt Qareh Gol är kuperad österut, men västerut är den platt. Qareh Gol ligger nere i en dal.Runt Qareh Gol är det ganska tätbefolkat, med 56 invånare per kvadratkilometer. Närmaste större samhälle är Solţān Meydān, 14,4 km nordost om Qareh Gol. Trakten runt Qareh Gol består i huvudsak av gräsmarker.